# Morro Agudo de Goiás
Morro Agudo de Goiás is een gemeente in de Braziliaanse deelstaat Goiás. De gemeente telt 2.379 inwoners (schatting 2009).

## Aangrenzende gemeenten
De gemeente grenst aan Ceres, Faina, Itapuranga en Rubiataba.